# Dendrocincla
Dendrocincla är ett släkte trädklättrare i familjen ugnfåglar inom ordningen tättingar. Släktet omfattar sex arter med utbredning i Latinamerika från södra Mexiko till sydöstra Brasilien:
- Tyrannträdklättrare (D. tyrannina)
- Vithakad trädklättrare (D. merula)
- Rostträdklättrare (D. homochroa)
- Rostvingad trädklättrare (D. anabatina)
- Sepiaträdklättrare (D. fuliginosa)
- Trastträdklättrare (D. turdina)